# 王大为
王大为（1943年—）男，山东烟台人。中国大陆的编剧。多数都以上海美术电影制片厂出品的中国动画的编剧为主。

## 简历[1]
1961年至1965年，在福州军区6569部队服役。
1965年后，历任上海美术电影厂动画制作、党委办公室干事、文学部编辑、创作办公室编剧、艺委会成员。
2009年，加入中国作家协会。

## 作品[1]
| 电视动画系列片剧本 | 电影动画片剧本 | 电影故事片剧本 |
| ------------------ | -------------- | -------------- |
| 大英雄狄青         | 胡僧           | 绑票           |
| 西游记             | 宝莲灯         | 雨雾魔影       |
| 三毛流浪记         | 镜花缘         | 无使命行动     |
| 三国演义           |                |                |
| 秦汉英雄传         |                |                |
| 隋唐英雄传         |                |                |
| 封神榜传奇         |                |                |

## 荣誉
1998年，因编剧作品《太阳之子》被第十六届中国电视金鹰奖评为电视动画片类优秀编剧。
1999年，上海美术电影制片厂出品王大为编剧的《宝莲灯》。该片获得第19届中国电影金鸡奖最佳美术片奖、第6届中国电影华表奖优秀美术片奖、第9届中国电影童牛奖优秀美术片奖。